# Głogowiec (powiat łęczycki)
Głogowiec – wieś sołecka w Polsce położona w województwie łódzkim, w powiecie łęczyckim, w gminie Świnice Warckie.
Nazwa wsi prawdopodobnie pochodzi od głogu, który niegdyś rósł na tych terenach. Według Słownika Geograficznego Królestwa Polskiego w 1827 roku w Głogowcu znajdowało się 8 domów a sama miejscowość liczyła 69 mieszkańców. Wieś prawdopodobnie powstała w XIX wieku, ponieważ wskazują na to wcześniejsze mapy, a pod koniec stulecia działała kuźnia. W latach 1975–1998 miejscowość należała administracyjnie do województwa konińskiego.
| SIMC    | Nazwa   | Rodzaj    |
| ------- | ------- | --------- |
| 0297543 | Pustki  | część wsi |
| 0297550 | Zagórze | część wsi |

Sołtysem od 2019 roku jest Beata Ługowska
Głogowiec jest miejscem narodzin św. Faustyny Kowalskiej. We wsi znajduje się muzeum poświęcone jej dzieciństwu.